# Кохелет Рабба
«Кохелет Рабба» — в иудаизме часть Мидраш Рабба (великих мидрашей), аггадический комментарий к библейской книге Кохелет (славянск. Екклесиаст).
Мидраш относится к наиболее содержательным книгам древнейшей гомилетики, он достойно соединяется с библейской книгой Кохелет, делая её мудрость общедоступной и чисто народной: теоретические размышления о высших проблемах жизни соседствует с данными повседневного опыта.

## Время и место создания
Мидраш этот относится к числу более древних, хотя он, в свою очередь, более позднего происхождения, чем другие части Мидраш Раббы, как, например, те, которые относятся к Берешит, Вайикра, Песне Песней и к Руфи.
Предположительно составлен в Палестине в IX веке, на основании древних агадических сентенций. В тексте заключены также многие более древние части, заимствованные из палестинского и вавилонского Талмуда. Она имеет также некоторые общие места с агадическим сочинением «Рут Рабба».
Основной язык Мидраша — древнееврейский, хотя много написано и на том сирийском диалекте, который был тогда в употреблении у палестинских евреев.
Мидраш цитируют Соломон ха-Бабли (X век) и Раши (XI век).

## Книга Кохелет
В книге Кохелет еврейские законоучители черпали много материала для серьёзного размышления о Боге, мире и о перипетиях человеческой жизни. Удачные формы, избранные автором для выражения своих мыслей, многие меткие и содержательные сентенции, встречающиеся в Когелет, легко использовать для объяснения исторического прошлого, они применимы и к современным событиям.
Так как книга Кохелет читается всенародно во время богослужения, то задачей законоучителей явилось гомилетическое толкование иных опасных оборотов речи и взглядов или ослабление их впечатления. Наконец, признавая автором Кохелет царя Соломона, законоучители тем самым были вынуждены из уважения к его памяти реабилитировать его правоверие. Серьёзное меланхолическое содержание книги очень подходило к траурным речам или, вообще, к грустному настроению.

## Содержание Мидраша
Составитель сборника приводит библейские стих за стихом, к которым присоединены разнообразные примечания, сообразно характеру содержания каждого из них. В комментариях к Кохелет, составленным в духе того времени, переплетаются религиозные размышления с различными сентенциями и даже анекдотами. Очень часто в этих анекдотах фигурирует царь Адриан, путешествовавший по Востоку и разговаривавший с мудрецами разных народов. Мудрости философов-язычников, представителем которых был Адриан, противопоставляется мудрость Библии. Также мидраш позволил высказываться относительно многих явлений в жизни природы в духе иудаизма.

### Три части (сидрот)
Текст разделён на три части («сидрот», סדרות):
- первая часть заканчивается стихами Екк. 6:12 книги Кохелет (Екклезиаста);
- вторая часть относится к Кохелет, 7:11; 9:1;
- третья начинается с 9:7 вплоть до конца Книги.

Вторая и третья главы начинаются словами утешения. Заключительные слова заимствованы у вавилонского Талмуда и присоединены к книге гораздо позже.

### Примеры комментариев
Многие замечания очень остроумны и отличаются удивительной меткостью. Например, то место, где речь идёт о бренности человеческой деятельности (в начале книги), причём перемены жизни человека рисуются так:
- в детском возрасте с человеком обходятся как с принцем крови: дитя лежит в колыбели, все его целуют и пестуют;
- едва он начал ходить на собственных ногах, он подобно свинье валяется в пыли площадей;
- весело как козлёнок резвится мальчик, не зная удержу;
- юноша подобен дикому жеребцу — в поисках за женщиной;
- после женитьбы — он превращается во вьючного осла;
- когда родились у него дети, он вечно бегает за заработками, и жизнь его ничем не лучше собачьей;
- в преклонном возрасте он не что иное, как обезьяна, если он не образован; у учёного же как раз к этому времени и проявляется истинное человеческое достоинство[1].

Удачно замечание к Екк. 7:8 о разнице между грубыми развлечениями язычников и религиозным весельем евреев. Следует только, по словам автора-агадиста, присмотреться к цирковым играм и атлетической борьбе, с одной стороны, и к речам евреев в домах науки — с другой стороны.
Везде, где Кохелет говорит о жизни с грустью и презрением, «Кохелет Рабба» относит это к жизни грешников. Существование последних бесцельно; оно исчезает с их смертью, как и жизнь животного.
Жизнь праведников имеет высокую нравственную ценность и не завершается их смертью. К сентенции Кохелета (7:8): «Конец дела лучше начала его» — Мидраш присовокупляет рассуждение о значении жизни праведника, даже страдавшего в течение всего своего земного существования. По этому поводу рассказывается очень многое об отношениях рабби Меира к его учителю Элише бен-Абуя, названному Ахером, о том, как толерантный р. Меир терпеливо выносил многие его причуды из уважения к учёным заслугам своего бывшего учителя, дошедшего до отрицания нравственной цели существования. После смерти Элиши благодарный ученик вымолил ему прощение и освобождение от вечного проклятия.
Исходя из Кохелета 9:8 — «да будут всегда твои одеяния белы, и да не будет недостатка в масле на главе твоей», Мидраш заключает: «Если бы дело действительно шло о красивом одеянии и о масле на голове, то как прекрасно одеты язычники, и как богато их главы умащены маслом, — но Израиль украшает себя своей Торой и добрыми делами».